# Джордан Піл
Джордан Гаворт Піл (англ. Jordan Haworth Peele, народився 21 лютого 1979 року) — американський актор, комедіант, кінорежисер та продюсер. Здобув впізнаваність завдяки зйомкам у комедійних скетчах «Божевільне ТБ» (Mad TV, 2003-2008) та «Кі та Піл» (Key & Peele, 2012-2015), у яких він брав участь разом зі своїм другом Кігеном-Майклом Кі.
Крім акторської справи, відомий як режисер фільмів жахів «Пастка» (2017) та «Ми» (2019). За свій режисерський дебют «Пастка» отримав не тільки номінації на премію «Оскар» у категоріях «Найкращий фільм», «Найкращий режисер», але й отримав премію «Оскар» за свій сценарій до цього фільму в категорії «Найкращий оригінальний сценарій», 2018 рік. Засновник продюсерської компанії Monkeypaw Productions. У 2017 році був включений у «Тайм 100» – щорічний список 100 найвпливовіших людей у світі за версією американського журналу «Тайм».

## Біографія

### Ранні роки життя
Джордан Піл народився у Нью-Йорку 21 лютого, 1979. Його мати Люсинда Вілльямс (Lucinda Williams), біла жінка з Меріленду, походить зі старовинного роду, який ведеться ще з часів колоніальної історії США. Батько Гейворд Піл-молодший (Hayward Peele, Jr.), був чорним чоловіком родом з Північної Кароліни.
Піл зростав у Верхньому Вест-Сайді Мангеттена, але Джордана виховувала лише його одинока мати. У 1997 році він закінчив приватну школу Калгун (The Calhoun School) у Верхньому Вест-Сайді та поступив у коледж Сари Лоуренс (Sarah Lawrence College). Після двох років навчання Джордан покинув коледж та сформував комедійний дует зі своєю однокласницею Ребеккою Дрісдейл (Rebecca Drysdale), яка пізніше стала автором до його комедійних скетчів «Кі та Піл» (Key & Peele, 2012-2015).

### Акторська кар'єра

#### 2003–2008: «Божевільне ТБ»
На початку своєї кар'єри у 2001 році Піл регулярно виступав в Амстердамі у складі театральної трупи «Чикаго Бум» (Boom Chicago), де він разом з Ніколь Паркер (Nicole Parker) створили музичний дует. Також Піл був у складі театральної трупи «Друге місто» (The Second City) в Чикаго, яка виступала у жанрі театральної імпровізації. У 2002 році був ведучим шоу «Комедія вихідного дня» (Comedy Weekend) на телеканалі MTV.
Прорив у своїй кар'єрі Джордан Піл здійснив у 2003 році, пройшовши кастинг до акторського складу 9 сезону популярного скетч-шоу «Божевільне ТБ» (Mad TV) телемережі Fox. В цей же час до акторського складу приєднується Кіген-Майкл Кі, в дуеті з яким Джордан Піл розкриває свій акторський та комедійний талант. У шоу, серед різноманітних ролей, Піл грав тодішніх відомих особистостей, таких як Джа Рул (Ja Rule), Флейвер Флей (Flavor Flav), Монтел Вілльямс (Montel Williams), Тімбеленд, Форест Вітакер, Морган Фрімен. У 2006 році Джордан Піл разом з Кігеном-Майклом Кі, з'являються у музичному кліпі "White & Nerdy" пародійного співака «Дивного Ела» Янковика. Пісня стала єдиним хітом «Дивного Ела», яка потрапила до першої десятки Billboard Hot 100. Посівши 9 місце пісня отримала платиновий сертификат RIAA. У 13 сезоні «Божевільного ТБ» 2007 року Джордан Піл знявся у музичній пародії "Sad Fitty Cent" на репера 50 Cent, в якій він бідкався через успіх іншого репера Каньє Веста. За цю пісню Піл був номінований на прайм-тайм премію «Еммі» 2008 року в категорії «Найкраща оригінальна музика і текст пісні». Після закінчення 13 сезону «Божевільного ТБ» у 2008 році Піл покинув шоу, знявшись загалом у 94 епізодах 5 сезонів.  

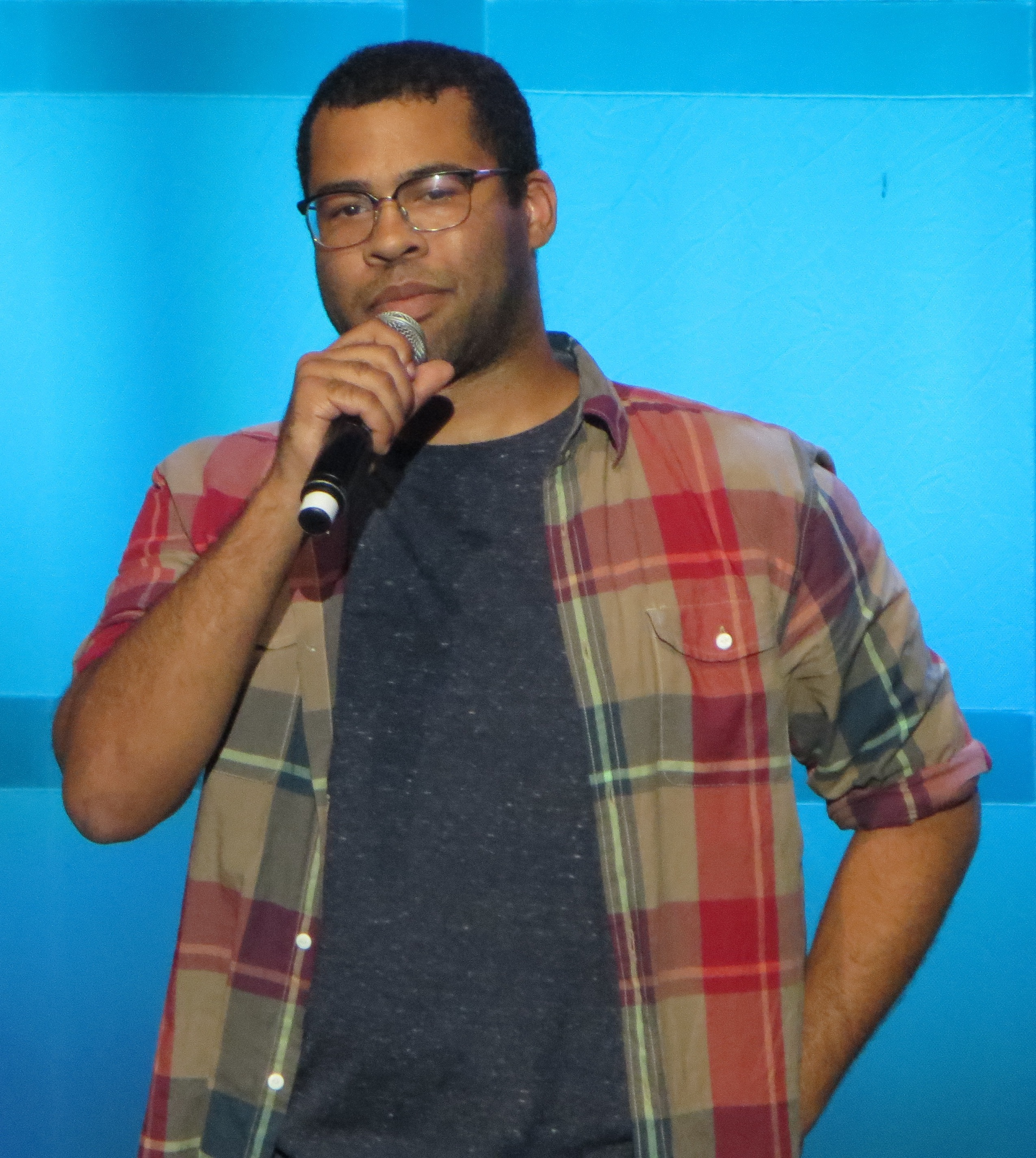
Джордан Піл під час виступу, 2012

#### 2012–2015: «Кі та Піл»
У 2008 році Джордан намагався потрапити до складу акторської групи скетч-шоу «Суботнього вечора в прямому ефірі» телемережі NBC. Продюсери шоу шукали актора на роль Барака Обами, але Піл не пройшов кастинг і цю роль отримав Фред Армісен. У 2010  Піл знявся у невеличкій епізодичній ролі комедійної стрічки «Знайомство з Факерами 2». Також у цьому році приєднався до складу тимчасово запрошених акторів у телесеріалі «Дитяча лікарня» (Childrens Hospital), що транслювався на телеканалі Cartoon Network у вечірньому програмному блоці Adult Swim. Протягом 5 років Піл з'явився у 10 епізодах цього шоу.  
У 2012 році Джордан Піл разом зі своїм другом та колишнім партнером по зйомках «Божевільне ТБ» Кігеном-Майклом Кі створюють своє власне комедійне скетч-шоу «Кі та Піл» (Key & Peele) на телеканалі Comedy Central. Кожний епізод шоу налічував кілька окремих заздалегідь записаних скетчів зі студійною підводкою перед глядацькою авдиторією. Усі головні ролі виконували Кіген-Майкл Кі та Джордан Піл. Різноманітність їхніх персонажів дозволяло жартувати на чисельні соціальні темі, а також теми пов’язані з етнічними стереотипами і расовими взаємовідносинами. Шоу тривало 5 сезонів, з 31 січня 2012 по 9 вересня 2015 року і налічувало 53 епізода. Протягом цього часу шоу отримало премію Пібоді (2013) і 2 прайм-тайм премії «Еммі» у категоріях «Найкраще скетч-шоу» (2016) (Outstanding Variety Sketch Series), «Класичний макіяж для скетч-шоу, реаліті-шоу і телепередач» (2016) (Outstanding Contemporary Makeup For A Variety, Nonfiction Or Reality Program (Non-Prosthetic), а також було номіновано у 16 інших категоріях цієї премії. Крім цього шоу отримало чисельні номінації інших менш відомих нагород, серед яких були премія Гільдії сценаристів Америки, NAACP Image Award, премія «Вибір народу» та American Comedy Awards. Наразі шоу знаходиться у вільному доступі на платформі YouTube. Comedy Central створив для нього окремий офіційний youtube-канал "Key & Peele", який станом на 1 травня 2021 року налічував 3.08 мільйона підписників і мав 1,4 мільярда переглядів.
У 2014 році, Джордан Піл разом з Кігеном-Майклом Кі зіграли другорядні ролі агентів ФБР у першому сезоні телесеріалу Фарґо, який транслювався на телеканалі FX. Пізніше у 2016, вони обидва знялись у фільмі «Кеану» (Keanu), але на цей раз грали вже головні ролі, крім того Джордан був одним з співпродюсерів фільму. Стрічка пройшла в прокаті не дуже вдало і зібрала лише $20.6 мільйона, при бюджеті $15 мільйонів, отримавши посередні відгуки від глядачів.

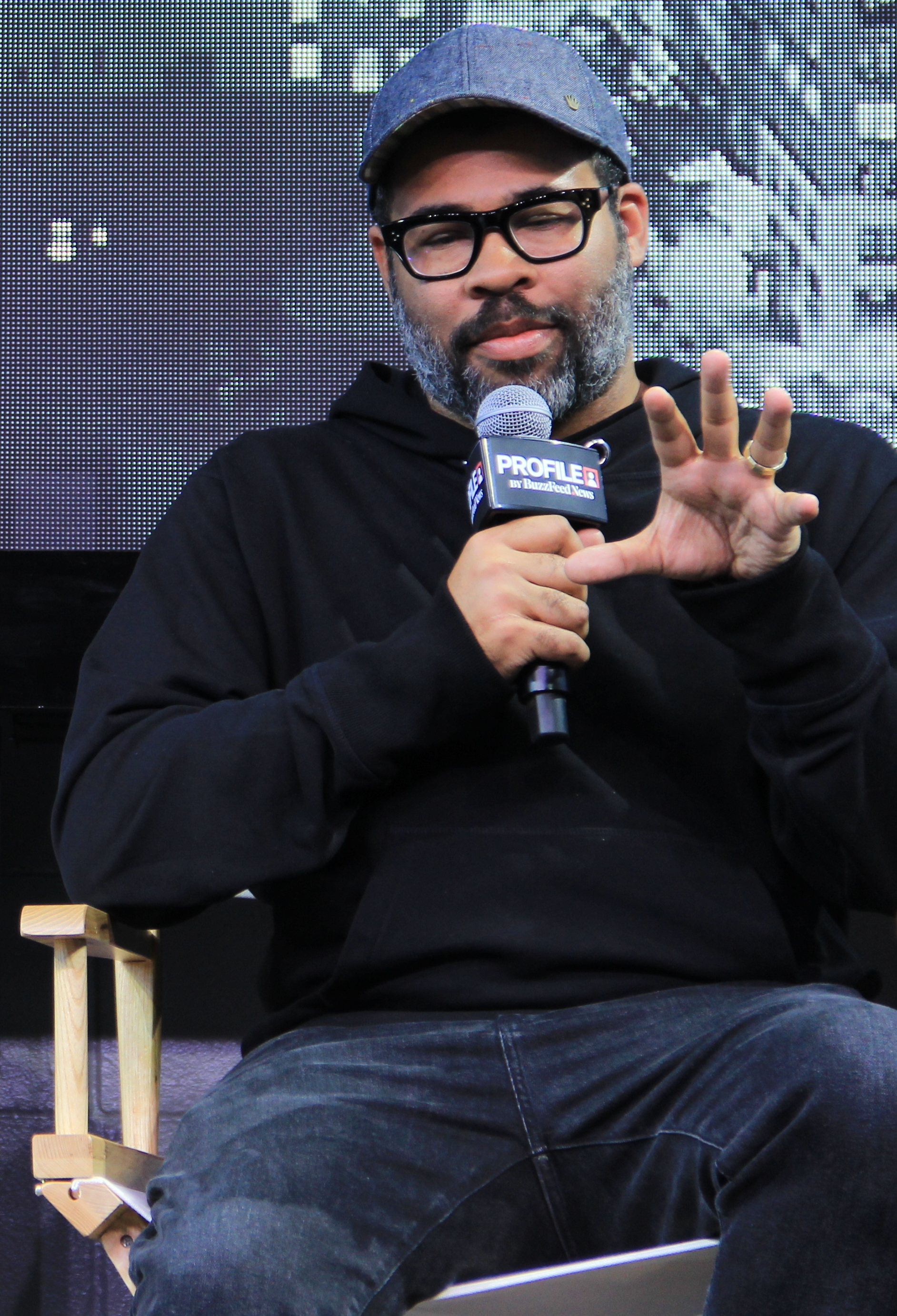
Джордан Піл на SXSW, 2019

### Кіновиробництво
У січні 2017 року, виходить перший фільм Джордана Піла «Пастка» в якому він виступив у якості режисера, крім того Піл був автором сценарія і співпродюсером стрічки. Фільм був неймовірно успішно сприйнятий глядачами, зібравши за перший тиждень прокату рекордні $33 мільйона, що на той час дозволило йому зайняти 1 місце серед усіх прем'єр. Загалом же після прокату в США та решті світу, стрічка стала однією з найприбутковіших за 2017 рік і зібрала $255 мільйонів, при бюджеті в $4,5 мільйона. Станом на 1 травня 2021 року на порталі кінокритики Rotten Tomatoes, стрічка мала середню оцінку 98% від критиків та 86% від глядачів. Також фільм здобув чисельні нагороди, а сам Джордан отримав не тільки номінації на премію «Оскар» у категоріях «Найкращий фільм», «Найкращий режисер», але й отримав премію «Оскар» за свій сценарій до цього фільму у категорії «Найкращий оригінальний сценарій», 2018 рік, ставши першим чорношкірим сценаристом, який здобув перемогу у цій категорії, а також третьої особою в історії кіновиробництва після Воррена Бітті і Джеймса Брукса, яка була номінована одразу у всіх цих трьох категоріях за свій дебютний фільм.
На початку 2018 року в одному з інтерв'ю CBS, Піл повідомив про свій намір відійти від акторської справи і зосередитись на створенні фільмів: 
|                                        | Акторська гра і близько не приносить мені того задоволення як робота режисера |
| — CBS, «Недільний ранок» з Трейсі Сміт |                                                                               |

Того ж року Джордан Піл став одним з шоуранерів комедійного телесеріалу «Останній справжній гангстер» (The Last O.G.) на телеканалі TBS з Трейсі Морганом і Тіффані Геддіш у головних ролях. Також у 2018 році Піл став співпродюсером фільму Спайка Лі «Чорний куклукскланівець», який був номінований на 91-шу премію американської кіноакадемії «Оскар» у 6-ти категоріях, включно з номінацією «Найкращий фільм» до якої потрапив Джордан Піл як співпродюсер стрічки. У червні 2018 року було оголошено про майбутній вихід комедійного науково-фантастичного телесеріалу «Дивне місто» (Weird City) на платформі YouTube Premium співпродюсером якого стали Джордон Піл і Чарлі Сандерс (Charlie Sanders).
У березні 2019 року виходить друга стрічка Джордана Піла «Ми», як і в своєму першому фільмі Піл був режисером, сценаристом і співпродюсером. І хоча фільм не був представлений на премію американської кіноакадемії, він повторив касовий успіх першої стрічки зібравши в прокаті $255.2 мільйона при бюджеті в $20 мільйонів. Також у 2019 році Піл долучився до розробки ремейка оригінального телесеріалу 1959 року «Сутінкова зона» з однойменною назвою. Шоу вийшло на стрімінговому відеосервісі OTT Paramount+. Загалом було знято 20 епізодів у 2 сезонах, а Джордан Піл крім роботою над проєктом був оповідачем у кожній серії. 
У лютому 2020 року на відеосервісі Amazon Prime Video відбулась прем'єра драматичний телесеріалу «Мисливці» співпродюсером якого був Джордан Піл. Також у 2020 Піл став співпродюсером телесеріалу «Країна Лавкрафту» (Lovecraft Country), що виходило в етер на телеканалі HBO.

### Особисте життя
У 2013 році Джордан Піл почав зустрічатись з Челсі Перетті. Вони заручились у листопаді 2015. В квітні 2016 року Перетті повідомила, що вона і Піл таємно одружились. Їхній син Бомонт народився 1 липня 2017 року.

## Фільмографія

### Режисер
| Рік  | Назва  | Сценарист | Продюсер | Розповсюдження     | Примітки |
| ---- | ------ | --------- | -------- | ------------------ | -------- |
| 2017 | Пастка | Так       | Так      | Universal Pictures | [ 45 ]   |
| 2019 | Ми     | Так       | Так      | Universal Pictures | [ 46 ]   |
| 2022 | Ноу    | Так       | Так      | Universal Pictures | [ 47 ]   |

### Продюсер
| Рік          | Українська назва            | Оригінальна назва | Сценарист | Нотатки                    |
| ------------ | --------------------------- | ----------------- | --------- | -------------------------- |
| 2012–2015    | Кі та Піл                   | Key & Peele       | Так       | 54 епізода; співрозробник  |
| 2016         | Кеану                       | Keanu             | Так       | фільм                      |
| 2018         | Чорний куклукскланівець     | BlacKkKlansman    | Ні        | фільм                      |
| 2018–2021    | Останній справжній гангстер | The Last O.G.     | Так       | 20 епізодів; співрозробник |
| 2019         | Дивне місто                 | Weird City        | Так       | 6 епізодів; співрозробник  |
| 2019         | Лорена                      | Lorena            | Ні        | 4 епізода                  |
| 2019–2020    | Сутінкова зона              | The Twilight Zone | Так       | 20 епізодів                |
| 2020–дотепер | Мисливці                    | Hunters           | Ні        | 10 епізодів                |
| 2020–дотепер | Країна Лавкрафта            | Lovecraft Country | Ні        | 10 епізодів                |
| 2021         | Кендімен                    | Candyman          | Так       | фільм                      |
| 2022         | Венделл і Вайлд             | Wendell and Wild  | Так       | анімаційний фільм          |
| 2025         | Легенда                     | Him               | Ні        | фільм                      |

### Актор
| Рік       |     | Українська назва                                     | Оригінальна назва                          | Роль                            |
| --------- | --- | ---------------------------------------------------- | ------------------------------------------ | ------------------------------- |
| 2003—2008 | с   | Божевільне ТБ                                        | Mad TV                                     | різноманітні ролі               |
| 2008      | с   | Шоколадні новини                                     | Chocolate News                             | Келвін Мелвін                   |
| 2009      | с   | Ріно 911!                                            | Reno 911!                                  | шахрай з картами                |
| 2009—2010 | мс  | Супер новини!                                        | SuperNews!                                 | різноманітна озвучка            |
| 2010      | ф   | Знайомство з Факерами 2                              | Little Fockers                             | лікар швидкої                   |
| 2010—2015 | с   | Дитяча лікарня                                       | Childrens Hospital                         | доктор Браян                    |
| 2011      | с   | Кусюче кохання                                       | Love Bites                                 | Ел                              |
| 2012      | ф   | Жага до мандрів                                      | Wanderlust                                 | Родні                           |
| 2012—2015 | с   | Кі та Піл                                            | Key & Peele                                | різноманітні ролі               |
| 2013      | мс  | Екс коп                                              | Axe Cop                                    | супер Екс                       |
| 2013      | с   | Проєкт «Мінді»                                       | The Mindy Project                          | Нік                             |
| 2013      | с   | Працелюби                                            | Workaholics                                | Марк                            |
| 2013      | с   | Гуп! Гуп! Комедія                                    | Comedy Bang! Bang!                         | Тан Фу                          |
| 2013      | с   | Американська сімейка                                 | Modern Family                              | Деррек                          |
| 2013—2014 | с   | Шоу Кролла                                           | Kroll Show                                 | Реф Ронді                       |
| 2014      | с   | Фарґо                                                | Fargo                                      | агент Веб Пеппер                |
| 2014      | с   | П'яна історія                                        | Drunk History                              | Персі Джуліан                   |
| 2014      | мс  | Робоцип                                              | Robot Chicken                              | різноманітна озвучка            |
| 2014      | мс  | Рік та Морті                                         | Rick and Morty                             | озвучка, істота з іншого виміру |
| 2014—2016 | мс  | Закусочна Боба                                       | Bob's Burgers                              | різноманітна озвучка            |
| 2015      | мс  | ТріпТанк                                             | TripTank                                   | різноманітна озвучка            |
| 2015      | с   | Дрібниці життя                                       | Life in Pieces                             | Чед                             |
| 2015      | с   | Вологе палке американське літо: перший день у таборі | Wet Hot American Summer: First Day of Camp | Алан                            |
| 2015—2018 | мс  | Супер маєток                                         | SuperMansion                               | озвучка, Багула                 |
| 2016      | мф  | Лелеки                                               | Storks                                     | озвучка, вовк Бета              |
| 2016      | мс  | Мапети                                               | The Muppets                                | у ролі самого себе              |
| 2016      | мс  | Американський тато!                                  | American Dad!                              | озвучка, бандит                 |
| 2016      | ф   | Кеану                                                | Keanu                                      | Релл                            |
| 2017      | мф  | Капітан Підштанько: перший епічний фільм             | Captain Underpants: The First Epic Movie   | озвучка, Мелвін Снідлі          |
| 2017—2021 | мс  | Великий рот                                          | Big Mouth                                  | озвучка, привид Дюка Еллінгтона |
| 2018      | мс  | Жахлива правда                                       | The Shivering Truth                        | різноманітна озвучка            |
| 2019      | док | Нуар жаху: історія чорного жаху                      | Horror Noire: A History of Black Horror    | у ролі самого себе              |
| 2019      | мф  | Історія іграшок 4                                    | Toy Story 4                                | озвучка, кролик                 |
| 2019—2020 | с   | Сутінкова зона                                       | The Twilight Zone                          | оповідач                        |
| 2021      | ф   | Відторгнення                                         | Abruptio                                   | Денні                           |
| 2022      | мф  | Венделл і Вайлд                                      | Wendell and Wild                           | озвучка, Вайлд                  |